# Simply Deep
Simply Deep é o álbum de estreia solo da cantora e compositora norte-americana Kelly Rowland, primeiramente lançado pela editora discográfica Columbia Records a 28 de Outubro de 2002 na América do Norte e 3 de Fevereiro de 2003 nos territórios internacionais. Gravado no prazo de três semanas, durante uma pausa do grupo Destiny's Child, e sobre o sucesso mundial de "Dilemma", uma colaboração com o rapper Nelly, o álbum facilitou para que Rowland fosse um sucesso em vendas e que tornasse uma estrela da música internacional.
Simply Deep atingiu o número doze na Billboard 200 nos EUA, onde foi certificado ouro pela RIAA por mais de 600.000 cópias vendidas. O álbum também liderou a UK Albums Charts e se tornou um vendedor de ouro na Irlanda, Hong Kong, Singapura, Nova Zelândia, Austrália, Canadá e outros países, resultando em um total mundial de 2,5 milhões de cópias vendidas.

## Lançamento e Promoção
Simply Deep foi lançado pela Columbia, em colaboração com a World Music em 28 de Outubro de 2002, tanto nos Estados Unidos e Canadá. O álbum não seria lançado mundialmente antes de 3 de Fevereiro de 2003.
Inicialmente esperado no início de 2003, o sucesso da colaboração de Kelly com Nelly causou tanto que avançaram a data de lançamento do seu primeiro álbum solo, que teve cerca de três semanas para ser feito. Com a produção de Mark J. Feist, Robert "Big Bert" Smith, Rich Harrison, e participação de cantores como Brandy e Solange Knowles, o álbum teve o trabalho de Kelly a solo em uma mistura de música alternativa, que Rowland descreveu como uma "fusão de um pouco de música pop e rock."

## Recepção
- Jason Birchmeier do Allmusic observou-lo como uma das "três bem calculadas", faixas do álbum. Deu três de cinco estrelas ().[3]

- Caroline Sullivan do The Guardian escreveu: "Graças ao "Dilemma", uma música que praticamente arrancou suas roupas no local, a Kelly Rowland das Destiny's Child não é mais uma vocal do fundo simples para Beyoncé Knowles." "Dilemma" foi nomeado para Best Rap/Sung Collaboration , Melhor Performance Rap de Duo ou Grupo e Gravação do Ano no Grammy Awards de 2003. A canção ganhou. Deu três de cinco estrelas ().[4]

- A revista Blender deu duas de cinco estrelas ().[5]
- A revista Entertainment Weekly disse que o álbum é favorável.[6]
- A revista The Independent disse que o álbum é favorável.[7]
- A revista Slant Magazine deu duas de cinco estrelas .[8]
- A revista The Times deu três de cinco estrelas ().[9]

## Desempenho Comercial

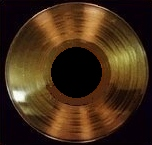
gold record (for future use in riaa gold record certification template)

Lançado em Outubro de 2002 e internacionalmente em 2003, Simply Deep atingiu o número doze no Billboard 200 nos E.U.A, onde foi certificado Ouro pela RIAA por mais de 600.000 cópias vendidas nos Estados Unidos. Lançado para o sucesso ainda maior no território internacional , o álbum chegou ao topo das UK Albums Chart e tornou-se um vendedor de ouro na Irlanda, Hong Kong, Singapura, Nova Zelândia, Austrália, Canadá e outros países, resultando em um total mundial de vendas de 2,5 milhões de cópias.

## Simply Deeper Tour
No final de 2003, quase um ano após o lançamento de Simply Deep na América do Norte, Kelly embarcou em uma digressão europeia, a Simply Deeper Tour, para promover o álbum. Ela embarcou na digressão no Reino Unido em 13 de Setembro de 2003 e a concluiu em 6 de Outubro de 2003, em Paris, França.

## Singles
O álbum rendeu três singles:
- "Stole": uma faixa de meio-tempo influenciado de pop-rock sobre a perda, foi lançado como o single chefe do álbum, na sequência do sucesso mundial de "Dilemma". "Stole" entrou no top vinte na maioria das paradas, atingindo o top cinco na Austrália, Irlanda, Nova Zelândia e Reino Unido, onde continua a ser seu single solo com maior lugar nas paradas até à data.[13][14]
- "Can't Nobody": foi o segundo single , um up-tempo lançado em Fevereiro de 2003.[15]
- "Train on a Track": último single do álbum, foi destaque na trilha sonora do filme de comédia romântica Maid in Manhattan.[16]

## Faixas
| N.º | Título                              | Compositor(es)                                                                      | Duração |  |
| 1.  | "Stole"                             | Steve Kipner, Dane Deviller, Sean Hosein                                            | 4:09    |  |
| 2.  | "Dilemma" (Nelly com Kelly Rowland) | Nelly, Bunny Sigler, Kenny Gamble                                                   | 4:49    |  |
| 3.  | "Haven't Told You"                  | Anders Barrén, Jany Schella, Jeanette Olsson                                        | 3:42    |  |
| 4.  | "Can't Nobody"                      | Rich Harrison, Robert Reed, Tony Fisher                                             | 4:04    |  |
| 5.  | "Love/Hate"                         | Brandy Norwood, Blake English, Robert Smith                                         | 3:08    |  |
| 6.  | "Simply Deep" (com Solange Knowles) | Troy Johnson, S. Knowles                                                            | 3:22    |  |
| 7.  | "(Love Lives in) Strange Places"    | Kelly Rowland, Billy Mann, Damon Elliott)                                           | 3:32    |  |
| 8.  | "Obsession"                         | T. Johnson, S. Knowles                                                              | 3:36    |  |
| 9.  | "Heaven"                            | K. Rowland, Taura Jackson, Alonzo Jackson, Todd Mushaw                              | 3:59    |  |
| 10. | "Past 12"                           | Robert Fusari, Mary Brown, Falonte Moore, Balewa Muhammad, Teron Beal, Eritza Lauds | 3:28    |  |
| 11. | "Everytime You Walk Out That Door"  | Mark J. Feist, Damon Sharpe                                                         | 4:08    |  |
| 12. | "Train on a Track"                  | R. Fusari, Tiaa Wells, B. Muhammad, Sylvester Jordan                                | 3:43    |  |
| 13. | "Beyond Imagination"                | S. Knowles, D. Elliott, Romeo Antonio                                               | 3:21    |  |

| Faixa Bónus    |                                      |                                                                                         |         |  |
| N.º            | Título                               | Compositor(es)                                                                          | Duração |  |
| 14.            | "Make U Wanna Stay" (com Joe Budden) | K. Rowland, J. Alexander, M. Knowles, D. Elliott, J. Budden, "D" Mello Singh, A. Stupat | 4:09    |  |
| Duração total: | Duração total:                       | Duração total:                                                                          | 4:09    |  |

| Edição Europeia |                  |                                   |         |  |
| N.º             | Título           | Compositor(es)                    | Duração |  |
| 15.             | "No Coincidence" | R. Fusari, B. Muhammad, S. Jordan | 3:45    |  |
| Duração total:  | Duração total:   | Duração total:                    | 3:45    |  |

| Edição Francesa |                                                    |                                   |         |  |
| N.º             | Título                                             | Compositor(es)                    | Duração |  |
| 15.             | "Une Femme En Prison" (Stomy Bugsy com K. Rowland) | Maleko, S. Bugsy, Djam L          | 5:07    |  |
| 16.             | "Stole" (H&D Nu Soul Mix)                          |                                   | 3:01    |  |
| 17.             | "No Coincidence"                                   | R. Fusari, B. Muhammad, S. Jordan | 3:45    |  |
| Duração total:  | Duração total:                                     | Duração total:                    | 11:03   |  |

| Edição Japonesa |                     |                                   |         |  |
| N.º             | Título              | Compositor(es)                    | Duração |  |
| 15.             | "No Coincidence"    | R. Fusari, B. Muhammad, S. Jordan | 3:45    |  |
| 16.             | "What Would You Do" |                                   | 3:58    |  |
| Duração total:  | Duração total:      | Duração total:                    | 10:00   |  |

## Créditos e pessoal
| - Romeo Antonio - guitarra - Mark J. Feist - bateria, baixo - Tonstudio Bauer - viola - Mats Berntoft - guitarra - Christian Bergqvist - violino - Ulrika Frankmar - violino - Torbjorn Helander - viola - Jan Isaksson - violino - Janson & Janson - cordas - Roger Johnsson - violino - Billy Mann - violão | - Svein H. Martinsen - violino - Nick Moroch - guitarra eléctrica - Isaac Phillips - guitarra - Sergio Ponzo - guitarra - Kati Raitinen - violoncelo - Stanka Simeonova - violino - Mikael Sjogren - viola - Bo Soderstrom - violino - Monika Stankkoliska - violino - Peter Tornblom - violoncelo |

### Produção
- Produtores executivos: Mathew Knowles, Kelly Rowland
- Co-produtores: Mark J. Feist, Anders Barren, Dane Deviller, Damon Sharpe, Sean Hosein, Heeba Jeeba, Steve Kipner, Faltone Moore, Jany Schella
- Produtores vocais: Teron Beal, Brandy Norwood, Tiaa Wells, K. Rowland
- Assistência vocal: Sherrie Ford, Jeanette Olsson
- Engenheiros: Blake English, Paul Falcone, John Frye, Franny G, Jaime Sickora, Spider, Kevin Thomas
- Engenheiros assistentes: Jun Ishizeki, Flip Osman, Daniel Milazzo
- Mistura: Tony Maserati, Dave Pensado, Richard Travali
- Masterização: Tom Coyne
- A&R: Theresa LaBarbera Whites
- Direcção de Arte: Fabiola Caceres, Ian Cuttler
- Fotografia: Isabel Snyder

## Histórico de lançamento
| País           | Data                    |
| -------------- | ----------------------- |
| Estados Unidos | 28 de Outubro de 2002]] |
| Canadá         | 28 de Outubro de 2002]] |
| Mundo          | 3 de Fevereiro de 2003  |

## Desempenho nas paradas
| Parada (2002-03)         | Melhor posição |
| ------------------------ | -------------- |
| Austrália (ARIA)         | 5              |
| Austrian Albums Chart    | 42             |
| Belgian Albums Chart     | 39             |
| Danish Albums Chart      | 5              |
| Finnish Albums Chart     | 17             |
| French Albums Chart      | 47             |
| German Albums Chart      | 14             |
| Irish Albums Chart       | 1              |
| New Zealand Albums Chart | 7              |
| Norwegian Albums Chart   | 14             |
| Polish Albums Chart      | 21             |
| Swedish Albums Chart     | 32             |
| Swiss Albums Chart       | 17             |
| UK Albums Chart          | 1              |
| Billboard 200            | 12             |
| Top R&B/Hip-Hop Albums   | 3              |

## Certificações
| País           | Certificador  | Certificação | ref    |
| -------------- | ------------- | ------------ | ------ |
| Austrália      | ARIA          | Platina      | [ 28 ] |
| Canadá         | Music Canada  | Ouro         | [ 29 ] |
| Países Baixos  | IFPI/Nielsen  | Ouro         | [ 17 ] |
| Alemanha       | Media Control | Ouro         | [ 17 ] |
| Irlanda        | IRMA          | 2× Platina   | [ 17 ] |
| Nova Zelândia  | RIANZ         | Platina      | [ 17 ] |
| Noruega        | VG Nett       | Ouro         | [ 17 ] |
| Suécia         | GLF           | Ouro         | [ 17 ] |
| Reino Unido    | BPI           | Platina      | [ 30 ] |
| Estados Unidos | RIAA          | Ouro         | [ 31 ] |